# Juan Antonio Rodríguez Villamuela
Juan Antonio Rodríguez Villamuela est un footballeur espagnol né le 1er avril 1982 à Malaga, qui évolue au poste de milieu défensif au Real Club Deportivo Majorque en Espagne.

## Biographie
En fin de contrat en juin 2011 au Deportivo La Corogne, il signe un pré-contrat de trois ans avec le Getafe CF le 12 janvier 2011.
Le 5 juillet 2016,il signe pour un an et 800 000 euros au Real Club Deportivo Majorque et portera le numéro 5.

## Palmarès
- Deportivo La Corogne
  - Vainqueur de la Coupe Intertoto : 2008